# Patrick Geddes
Sir Patrick Geddes (Ballater, 2 ottobre 1854 – Montpellier, 17 aprile 1932) è stato un biologo, sociologo e urbanista scozzese.
È divenuto celebre inoltre per le sue idee innovative in diversi campi, tra cui la botanica, l'educazione, la museografia, l'economia, la geografia o la progettazione e soprattutto l’ecologia, nonché per la sua corrispondenza con alcuni suoi contemporanei, quali Kropotkin, Charles Darwin, Mahatma Gandhi, Rabindranath Tagore e Albert Einstein.

## Pioniere dell’ecologia urbana
« L’urbanistica vera e propria nasce quando Patrick Geddes si ispirerà a Kropotkin per elaborare gli strumenti di studio delle città e le pratiche possibili di intervento. Grande viaggiatore anche lui, sospeso tra l’India e la nativa Scozia, porrà le basi per una matrice umanistica della pianificazione e dell’urbanistica. » Un’urbanistica che, ovviamente, si inserisce nel contesto del territorio.
Nel periodo in cui l’ecologia si stava man mano elaborando come disciplina vera e propria, distinta dalla biologia, Geddes inventa diversi concetti essenziali tra cui quelli di bioregionalismo, conurbazione  o giardino pedagogico. È stato il primo in Europa a definirsi architetto di paesaggio e a praticare l’architettura del paesaggio, termini usati negli Stati Uniti dalla ditta di Frederick Law Olmsted. Geddes concepiva un parco urbano praticamente come una «cattedrale laica per la città», un ecosistema in equilibrio tra passato e presente che lascia il futuro aperto e permette di sviluppare il senso civico degli abitanti, alla pari del museo o dell'università.

### Tra città e spazi naturali, un equilibrio vitale
Non a caso, è considerato il primo ad aver evidenziato la necessità di coltivare e mantenere delle green belts, «cinture verdi» alternando orti e giardini intorno alle città. Una delle tante nozioni sue che doveva influenzare notevolmente il famoso movimento delle città-giardino fondato da Ebenezer Howard, che promuove tra l'altro di limitare la crescita delle aree urbane in modo da garantire degli scambi sempre vivaci tra città, campi coltivati e spazi naturali.

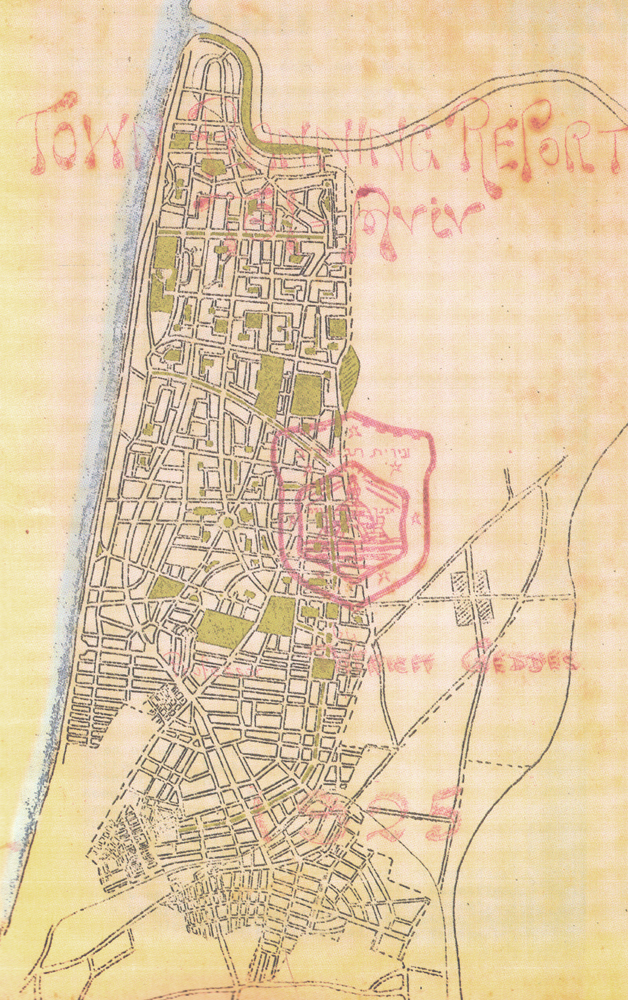
Masterplan per Tel Aviv, 1925

Così, nel pianificare Tel Aviv (1925-1929), accanto all'antico porto di Jaffa nell'allora Palestina, prevede di moltiplicare i percorsi pedonali e di ridurre al minimo il traffico motorizzato, puntando sull'abbondanza di giardini di quartiere, parchi pubblici e piante ovunque per garantire l'identità e la vitalità della città.
È principalmente a Dundee, dove l'università lo impegna sei mesi all'anno, che matura il suo pensiero sul town planning, pianificazione urbana strettamente collegata con la giustizia sociale, in modo che l'urbanismo di Geddes coinvolge sempre gli abitanti in comunità attive al mantenimento del proprio ambiente, integrated communities. Pensiero che poi sviluppò in pratica in diverse parti di Gran Bretagna e all'estero.

## Insegnante atipico
Benché del tutto refrattario al sistema scolastico ed universitario (prese una laurea in Biologia), insegnò la zoologia all'università di Edimburgo dal 1880 al 1888, la botanica all'Università di Dundee dal 1888 al 1919, e la sociologia all'Università di Bombay dal 1919 al 1924.
Tra tante affinità con il gran poeta bengali Rabindranath Tagore, Geddes condivide la passione dell'insegnamento e il rispetto dell'infanzia. «Più progredisce la scienza della psicologia e più si impara e si approfondisce non solo l'influenza fondamentale dei genitori e degli avi, l'importanza delle condizioni iniziali, ma pure il significato delle emozioni e delle fantasie dei bambini, dei loro sogni e delle loro azioni.»

### By Doing We Learn, è con il fare che s'impara
Convinto che «l'educazione è il motore del cambiamento sociale e di una cittadinanza attiva», basa il suo insegnamento non solo sulla lettura di testi o i corsi in aula, ma soprattutto sulla pratica, By Doing We Learn, è con il fare che s'impara. Perciò s'impegna a portare avanti, ovunque vive, attività all'aperto guidate dal suo motto «coniugando rispettivamente hand, heart, and head, mano, cuore e testa»: creazione in qualsiasi spazio abbandonato in città di giardini ed orti in modo da produrre cibo locale, osservazione e studio della biodiversità, delle forme vitali e dei cambiamenti stagionali, rinforzamento della coesione sociale con la consapevolezza ecologica e l'impegno collettivo.
Altra delle sue numerose invenzioni, quella che realizza la sintesi tra museo, università e laboratorio con la outlook tower inaugurata nel 1892 nel centro storico rinnovato della capitale scozzese, assai diversa dell'oggetto turistico che diventerà in seguito. Abbinando su sei piani camera oscura e torre d'osservazione, questo monumento-faro di Edimburgo va considerato come il primo laboratorio di sociologia al mondo, concepito sia come modello di preservazione di un edificio antico che come spazio di anticipazione, conservatorio di storia locale, museo d'urbanistica civile, luogo didattico e memoriale dove pensare l'ambiente circostante tramite vari punti di vista, ottici e tematici.
Dirottando sin dall'inizio qualsiasi abitudine di percorso,

## Inventore di una geografia evolutiva

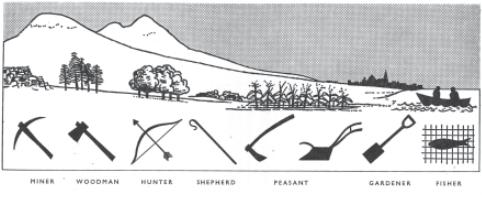

Inventa il modello della “sezione di valle”, tramite il quale si usa descrivere le complesse interazioni tra biogeografia, geomorfologia e sistemi antropici e dove si vorrebbe dimostrare che le “naturali occupazioni” come la caccia, l'attività estrattiva, o la pesca sono supportate da geografie fisiche che rispettivamente determinano diversi modelli dell'insediamento umano. Un tipo di modello con il quale la nozione tecnica di bacino idrografico non esclude né la cultura umana, né le specificità climatiche o la configurazione paesaggistica.

### Una rimodellazione esemplare
Dopo aver visitato la Scozia, il geografo anarchico Élisée Reclus e suo fratello antropologo Élie Reclus pubblicano nel 1904 un testo entusiastico sulla rimodellazione dell'Old Town di Edimburgo che Geddes sta svolgendo con grande cura del contesto storico e regionale. Alla pari dei due fratelli con i quali rimase amico, Geddes considera la geografia in effetti come scienza in evoluzione, abbinandola sempre molto concretamente, nelle sue gite educative, sia con la storia del luogo che con la biologia (zoologia, botanica), la geologia e la sociologia.
Questa rimodellazione poi è strettamente legata alla vita personale di Geddes, in quanto la porta avanti con Anna Morton, la donna che sposa dopo aver fondato con lei una società filantropica. « La Old Town di Edimburgo era infatti la parte più degradata della città nella seconda metà dell’Ottocento. Patrick Geddes e la sua famiglia comprano una vecchia casa e vi si trasferiscono, e animano un lungo processo di (auto)ristrutturazione urbana, del quale l’Outlook Tower costituisce il fulcro conoscitivo e organizzativo: risanano le case, creano una cooperativa di abitanti che ricostruisce il quartiere di Ramsay Gardens, inventano un’università popolare e un ostello studentesco autogestito, censiscono gli spazi vuoti della città antica (i terreni di risulta, i terrazzi abbandonati) e cominciano a recuperarli, coinvolgendo direttamente le famiglie e i bambini, creando giardini, orti, playground. »

### Survey Before Plan, il sopralluogo rivelatore digenius loci
Per Geddes, si tratta sempre di partire dal sopralluogo accurato, survey, osservazione pluridisciplinare di terreno, per elaborare il progetto (design), allo scopo di individuare tutte le possibilità di mantenimento e miglioramento del tessuto vitale, web of life, sotto tutti i suoi aspetti, sociali e naturali.
In questa conferenza del 1904 all'Università di Londra alla quale assiste anche Ebenezer Howard, Geddes insiste più volte sulla nozione di design, dandole precisamente il significato che prevale tuttora, quello di progettazione sia grafica (disegno) che concettuale. Il progetto di Dunfermline riguarda il luogo di origine del miliardario statunitense Andrew Carnegie, in quanto il famoso mecenate chiese a Geddes e a Thomas Mawson, altro architetto di paesaggio, di concepire una rimodellazione monumentale per l'ampio terreno comprato a questo scopo. Anche se nessuno dei loro progetti fu ritenuto valido, ambedue influenzarono notevolmente il design dell'attuale parco Pittencrieff e rimangono esemplari nel campo dell'architettura di paesaggio e della progettistica tout court.

## Scienziato completo
Vita natural durante, Geddes promuove in teoria e in pratica un approccio pluridisciplinare della scienza, collegando le tematiche e gli oggetti di studio per farli interagire indipendentemente dai compartimenti accademici. Dal 1883 al 1903, organizza gli Summer Meetings of Art and Science, «Incontri estivi di arte e scienza» che dureranno sempre più a lungo ed amplieranno di continuo i loro campi d'intervento per attrarre partecipanti sempre più numerosi da tutta Europa e dall'America. Dal 1890 al 1913, fa girare tra Edimburgo, Londra, Dublino, Belfast e Gand Cities Exhibition, la sua mostra sulla pianificazione territoriale, il cui materiale scompare nel 1914, all'inizio della guerra, nel naufragio della Clan Grant, la nave che lo trasporta in India. Gli amici di Geddes lo aiutano allora a radunare altro materiale, in modo che l'inaugurazione della mostra possa svolgersi lo stesso a Madras nel gennaio 1915, con solo due settimane di ritardo.
È in India che Geddes trascorre gran parte della sua vita attiva, pianificandovi parecchie città. Nel 1918, inaugura all'università di Bombay la cattedra di Civiltà e sociologia che ha contribuito a fondare e dove insegna dal 1919 al 1924, anno in cui torna definitivamente in Europa. Nel 1920, scrive una biografia di Jagadish Chandra Bose, fisico indiano suo contemporaneo all'origine di varie invenzioni nel campo dell'elettromagnetismo, che lasciò la fisica per dedicarsi alla fisiologia vegetale.
Decisamente pacifista, Geddes condivide pure le idee di Tagore in campo di educazione ed ecologia, cosicché contribuisce nel 1921 alla fondazione dell'università internazionale Visva-Bharati a Santiniketan nel Bengala occidentale, a scopo di «favoreggiare gli incontri tra Est ed Ovest per il beneficio dell'umanità». La loro amicizia amplierà importanti scambi educativi tra India e Scozia, tuttora attivi.

### La passione dei giardini
Di ritorno in Europa nel 1924 dopo aver perso la moglie ed un figlio, Geddes si stabilisce con la figlia Norah a Montpellier, città del sud della Francia sviluppatasi intorno alla sua facoltà di medicina sin dai tempi medievali, e la cui scuola di vitalismo manteneva legami antichi con quella scozzese. Vi crea il Collège des Écossais, un centro d'insegnamento e di ricerca pluridisciplinare per studenti di ogni provenienza, secondo un'idea già maturata durante un primo soggiorno a Montpellier nel 1890, su invito dell'amico biologo botanico e insegnante Charles Flahault.
Acquisisce un pezzo di gariga a nord-ovest della città, dove fa costruire dei padiglioni per studenti e una Outlook Tower simile a quella dell’Old Town di Edimburgo in mezzo ad un parco formato da giardini tematici, dove «la sua ecologia umana unisce natura e civiltà». Così Geddes conclude la sua vita realizzando ancora una volta ciò che Thierry Paquot, filosofo francese specialista d'urbanistica, considera una delle sue più splendide invenzioni: quella del ”giardino pedagogico“.
André Schimmerling, che fu interprete e discepolo suo al Collège prima di diventare a sua volta architetto urbanista e fondatore della rivista Le Carré Bleu, è deceduto nel novembre 2009. Suo figlio Paul ha rammentato allora che André Schimmerling considerava il suo incontro con Patrick Geddes come uno degli avvenimenti più importanti della sua esistenza e che continuò sempre ad evocarlo. «Ogni mattina venivamo a far giardinaggio, in quanto il lavoro manuale faceva parte dell'insegnamento. Così mio padre mi ha mostrato sia i giardini del Collège des Écossais che l'ideale di Patrick Geddes: insegnare le scienze, l'urbanistica e l'arte in un giardino. Vivendo discimus. ».
Il sito intero del Collège des Écossais, padiglioni e giardini, è stato classificato monumento storico nel dicembre 2013.

### Vitalità di un pensiero universale
Di continuo scrive libri e pubblica riviste che ricoprono volutamente tutte le discipline scientifiche: biologia (zoologia, botanica), teoria dell'evoluzione, geologia, geografia, economia, ecologia, sociologia, storia, arte, museografia, scienze politiche, agricoltura, architettura e urbanistica, ma pure religione, filosofia, racconti di viaggio e poesia. Per questo e per aver fondato diverse discipline, quale il bioregionalismo, l'ecologia urbana o l'architettura di paesaggio, Patrick Geddes viene paragonato ai geni del periodo rinascimentale (a True Renaissance Man) e fu lodato da Einstein per la sua mente innovativa.
In pratica, l'uomo descritto dai fratelli Reclus, «famoso come botanico, meno noto come storico, ma che la sa lunga», personifica una concezione vivace e altruista della scienza.
Ispirò l'essenziale dei lavori di Lewis Mumford, che lo cita spesso come il suo maestro, «my master Patrick Geddes».

## Riconoscimenti
Gli è stata intitolata un'isola russa dell'Oceano Artico.